# Lijst van rijksmonumenten in Asten (plaats)
De plaats Asten telt 12 inschrijvingen in het rijksmonumentenregister. Hieronder een overzicht.
| Object                                                                                               | Oorspronkelijke functie?  | Bouwjaar                          | Architect             | Locatie                           | Coördinaten?                  | Nr.?   | Afbeelding                                                                                           |
| --- | ------------------------- | --------------------------------- | --------------------- | --------------------------------- | ----------------------------- | ------ | --- |
| Sint Jozef                                                                                           | Woonhuis                  | ca. 1850 (bouw) 1914 (uitgebreid) |                       | Julianastraat 2, 2a en 2b         | 51° 24' 12" NB, 5° 44' 43" OL | 516710 | Meer afbeeldingen                                                                                    |
| Graf van J.M.E. van Best, dorpsarts J.B. Verhoeven en L.G.M. Huysmans                                | Begraafplaats en -onderdl | 1914                              |                       | Kerkstr.2 (bij)                   | 51° 24' 7" NB, 5° 44' 40" OL  | 516711 | Meer afbeeldingen                                                                                    |
| Voormalige winkel met twee woningen en stalling                                                      | Winkel                    | 1900                              |                       | Kleine Marktstraat 4              | 51° 24' 12" NB, 5° 44' 45" OL | 516712 | Meer afbeeldingen                                                                                    |
| Huize Bartholomeus, verpleegtehuis                                                                   | Woonhuis                  | 1841                              | L. de Vries (vleugel) | Kerkstraat 3                      | 51° 24' 11" NB, 5° 44' 41" OL | 516713 | Meer afbeeldingen                                                                                    |
| Postkantoor met woning                                                                               | Overheidsgebouw           | 1919-1921                         | M. Th. Elout          | Markt 14                          | 51° 24' 15" NB, 5° 44' 46" OL | 516714 | Meer afbeeldingen                                                                                    |
| Voormalige villa met elementen van neoclassicisme                                                    | Woonhuis                  | 1870                              |                       | Wilhelminastraat 27               | 51° 24' 4" NB, 5° 44' 30" OL  | 516716 | Meer afbeeldingen                                                                                    |
| Pand zonder verdieping onder een doorlopend zadeldak met de nrs 6 en 8                               | Woonhuis                  | midden 19e eeuw                   |                       | Monseigneur den Dubbeldenstraat 4 | 51° 24' 13" NB, 5° 44' 37" OL | 8433   | Pand zonder verdieping onder een doorlopend zadeldak met de nrs 6 en 8                               |
| Pand zonder verdieping onder een doorlopend zadeldak met de links en rechts belendende panden 8 en 4 | Woonhuis                  | midden 19e eeuw                   |                       | Monseigneur den Dubbeldenstraat 6 | 51° 24' 14" NB, 5° 44' 37" OL | 8434   | Pand zonder verdieping onder een doorlopend zadeldak met de links en rechts belendende panden 8 en 4 |
| Pand zonder verdieping onder een doorlopend zadeldak met de nrs 4 en 6                               | Woonhuis                  | midden 19e eeuw                   |                       | Monseigneur den Dubbeldenstraat 8 | 51° 24' 14" NB, 5° 44' 37" OL | 8435   | Pand zonder verdieping onder een doorlopend zadeldak met de nrs 4 en 6                               |
| Herenhuis met verdieping en risalerende middenpartij, bekroond door een houten fronton               | Woonhuis                  | midden 19e eeuw                   |                       | Koningsplein 10                   | 51° 24' 13" NB, 5° 44' 40" OL | 8437   | Meer afbeeldingen                                                                                    |
| De Oostenwind                                                                                        | Industrie- en poldermolen | onbekend / 1975                   |                       | Molenweg 23                       | 51° 24' 30" NB, 5° 44' 28" OL | 8441   | Meer afbeeldingen                                                                                    |
| Heilige Maria Presentatiekerk                                                                        | Kerk en kerkonderdeel     | 1898                              | G. Franssen           | Wilhelminastraat 1                | 51° 24' 10" NB, 5° 44' 38" OL | 8443   | Meer afbeeldingen                                                                                    |

De volgende 3 rijksmonumenten zijn door de gemeente Asten gesloopt:
| Object | Oorspronkelijke functie? | Bouwjaar | Architect | Locatie         | Coördinaten?                  | Nr.? | Afbeelding                                                                                         |
| --- | ------------------------ | -------- | --------- | --------------- | ----------------------------- | ---- | -------------------------------------------------------------------------------------------------- |
| Pand zonder verdieping onder met rode Hollandse pannen gedekt zadeldak tussen tuitgevels. Gesloopt in december 2018                             | Werk-woonhuis            | 18e eeuw |           | Koningsplein 16 | 51° 24' 13" NB, 5° 44' 39" OL | 8440 | Meer afbeeldingen                                                                                  |
| Pand zonder verdieping, onder pannen zadeldak, dat doorloopt over nr 12. Gesloopt in november 2013                                              | Woonhuis                 | 18e eeuw |           | Koningsplein 14 | 51° 24' 13" NB, 5° 44' 40" OL | 8439 | Pand zonder verdieping, onder pannen zadeldak, dat doorloopt over nr 12. Gesloopt in november 2013 |
| Pand zonder verdieping, onder pannen zadeldak, dat links aansluit tegen een puntgevel en rechts doorloopt over nr 14. Gesloopt in november 2013 | Woonhuis                 | 18e eeuw |           | Koningsplein 12 | 51° 24' 13" NB, 5° 44' 40" OL | 8438 | Meer afbeeldingen                                                                                  |